# Commodus
Lucius Aurelius Commodus Antoninus (31. august 161 – 31. december 192) var en romersk kejser i årene 180 – 192.
Han var eneste søn af Marcus Aurelius og den første romerske kejsersøn, der var født i hundrede år. I 177 udnævntes han til tronfølger og medregent og arvede hans trone, hvorved adoptionsprincippet blev brudt.
Commodus’ regering blev et katastrofalt tilbagefald til tyrannierne under Caligula og Nero. Han fremstår i samtidige krøniker som både utilregnelig, ødsel, pervers og brutal. Specielt efter et mislykket attentat på ham, synes styret at have fået et stigende præg af terror. Administrationen prægedes af grov korruption og hurtige personaleudskiftninger som ved henrettelserne af gardepræfekterne Perennis og Cleander, mens kejseren selv synes at have ignoreret sine opgaver. Især skal han have vist interesse for gladiatorkampe og selv have optrådt som gladiator, hvad der vakte forargelse blandt senatorerne. Gudedyrkelsen af kejseren florerede åbenlyst. Til gengæld viste han relativ tolerance eller ligegyldighed over for kristendommen. 
Udenrigspolitisk sluttede Commodus omgående fred med germanerne og lod sine generaler forsvare grænserne, som dog under hans regering ikke kom i fare. Generelt synes han at have bevaret en magtbase i hæren i hele sit styre.
Han blev kvalt efter et mislykket forsøg på at forgifte  ham nytårsaften 192 på initiativ af sin elskerinde og sin sekretær. De næste kejserskifter og krige bragte det Severiske dynasti til magten.

## Commodus i fiktion
De to amerikanske film The Fall of the Roman Empire (1964) og Gladiator (2000) tager ret frit udgangspunkt i Commodus og hans gladiatorinteresse.